# Ла-Ривьер-Сен-Совёр
Ла-Ривье́р-Сен-Совёр (фр. La Rivière-Saint-Sauveur) — коммуна во Франции, находится в регионе Нижняя Нормандия. Департамент коммуны — Кальвадос. Входит в состав кантона Онфлёр. Округ коммуны — Лизьё.
Код INSEE коммуны — 14536.

## Население
Население коммуны на 2010 год составляло 1951 человек.
| 1962 | 1968 | 1975 | 1982 | 1990 | 1999 | 2010 |
| ---- | ---- | ---- | ---- | ---- | ---- | ---- |
| 1307 | 1363 | 1395 | 1515 | 1584 | 1578 | 1951 |

## Экономика
В 2010 году среди 1304 человек трудоспособного возраста (15—64 лет) 985 были экономически активными, 319 — неактивными (показатель активности — 75,5 %, в 1999 году было 73,0 %). Из 985 активных жителей работали 877 человек (466 мужчин и 411 женщин), безработных было 108 (48 мужчин и 60 женщин). Среди 319 неактивных 71 человек были учениками или студентами, 143 — пенсионерами, 105 были неактивными по другим причинам.

## Известные уроженцы
- Фредерик Ле Пле (1806—1882) — социолог, политический деятель, общественный реформатор, экономист, горный инженер, педагог, профессор Политехнической школы в Париже.